# Лазаревський Іван Матвійович
Іва́н Матві́йович Лазаре́вський (1836—1887) — знайомий Тараса Шевченка, протягом 1858-61 років часто зустрічався з поетом у Петербурзі. У березні 1860 року поет подарував йому «Кобзар» з власноручним написом.
Належав до українського старшинського (дворянського) роду Лазаревських. Син Матвія Ілліча Лазаревського (1778—1856), титулярного радника.
Дійсний статський радник. Навчався у Конотопському повітовому училищі, пізніше Ніжинській гімназії. Закінчив юридичний факультет Санкт-Петербурзького університету. Секретар у Орловському губернському по селянським справам присутствії (1861–65), а з 1869 — в присутствії по селянських справах губерній Царства Польського у Варшаві (1874 переведене до С.-Петербурга). Був одним з упорядників збірника «Собрание важнейших памятников по истории Русского права».